# Concurso Internacional de Minicuadros de la comparsa Huestes del Cadí

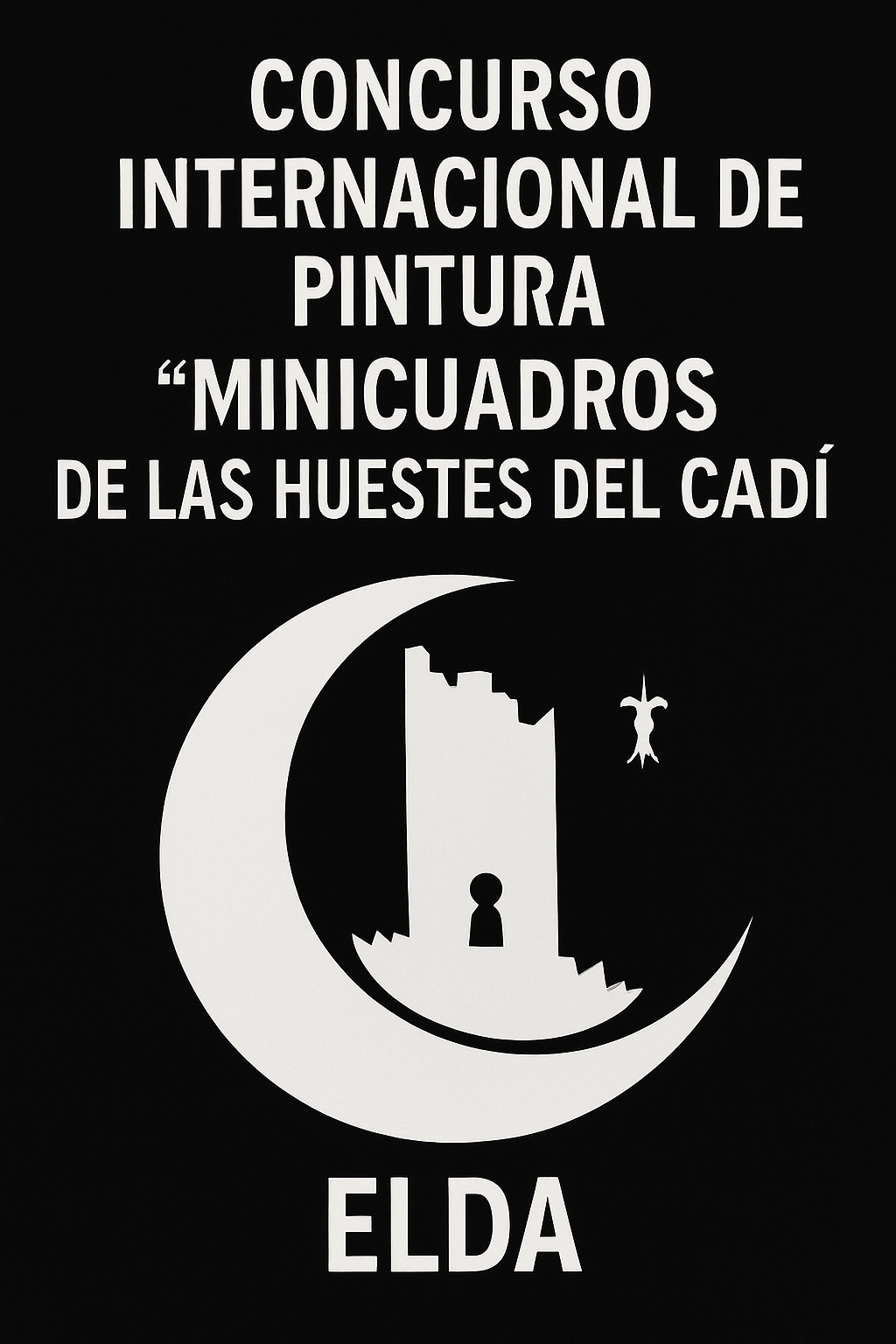
Concurso Internacional de Minicuadros de la comparsa Huestes del Cadí de Elda

La Comparsa Huestes del Cadí es una de las cuatro que forman parte del bando moro en las Fiestas de Moros y Cristianos de Elda.
Fue gestada ideológicamente en la Navidad de 1975, entrando en fase de trabajo a principios de 1976, para hacerse real con la aceptación por la Junta Central de Comparsas.

## Historia
La Junta Directiva, en los últimos el 1 de diciembre de 1979, aprobó por unanimidad una propuesta de José María Amat Amer, como vocal de cultura, en la que se leyeron las bases que había confeccionado para crear un premio nacional de pintura en pequeño formato, al se le dio el nombre de Minicuadros
Pero ese mismo año, 1979, la Comparsa de las Huestes ya realizó eventos culturales propuestos también por la vocalía de cultura; el 6 de mayo de 1979, se realizó un concurso abierto, reuniendo a cientos de niños en un certamen de pintura al aire libre, en la Plaza Castelar, el jurado lo formaban pintores de "La Casica del Artista", que fallaron los trabajos premiados.
La comparsa también acudió en ayudas solidarias, en noviembre de 1979, aportó veinte mil pesetas para ayuda a la atención infantil hospitalaria.

Indudablemente Las Huestes del Cadí no era una comparsa que iba a detenerse únicamente en los eventos festivos propios de las fiestas de Moros y Cristianos de cualquier ciudad, en declaraciones al diario La Verdad, el creador del concurso de minicuadros, sintetizó lo que supone la cultura para la comparsa y para la fiesta"Las Huestes del Cadí pretende ser una comparsa que recoja la tradición, por línea directa, de las luchas entre Moros y Cristianos registradas en Elda, revitalizando, en un plano algo diferente la autenticidad histórica, las efemérides y las vivencias de una Elda que fue y que continúa siendo en la memoria"". Frases similares aparecieron en los catálogos de los primeros años que eran escritos en nombre de las Huestes del Cadí"...En aquellos momentos, cada comparsa ocupaba un espacio festero-cultural que la caracterizaba, la particularizaba y la diferenciaba del resto, bien por poseer un patrimonio musical singular, o por sus aportaciones lúdico-culturales, o por sus valores festeros, entre otras. Fue entonces cuando Las Huestes apostaron por una opción diferente que en aquellos primeros momentos no era más que una nebulosa un tanto abstracta y que hoy se ha transformado en rutilante estrella..."

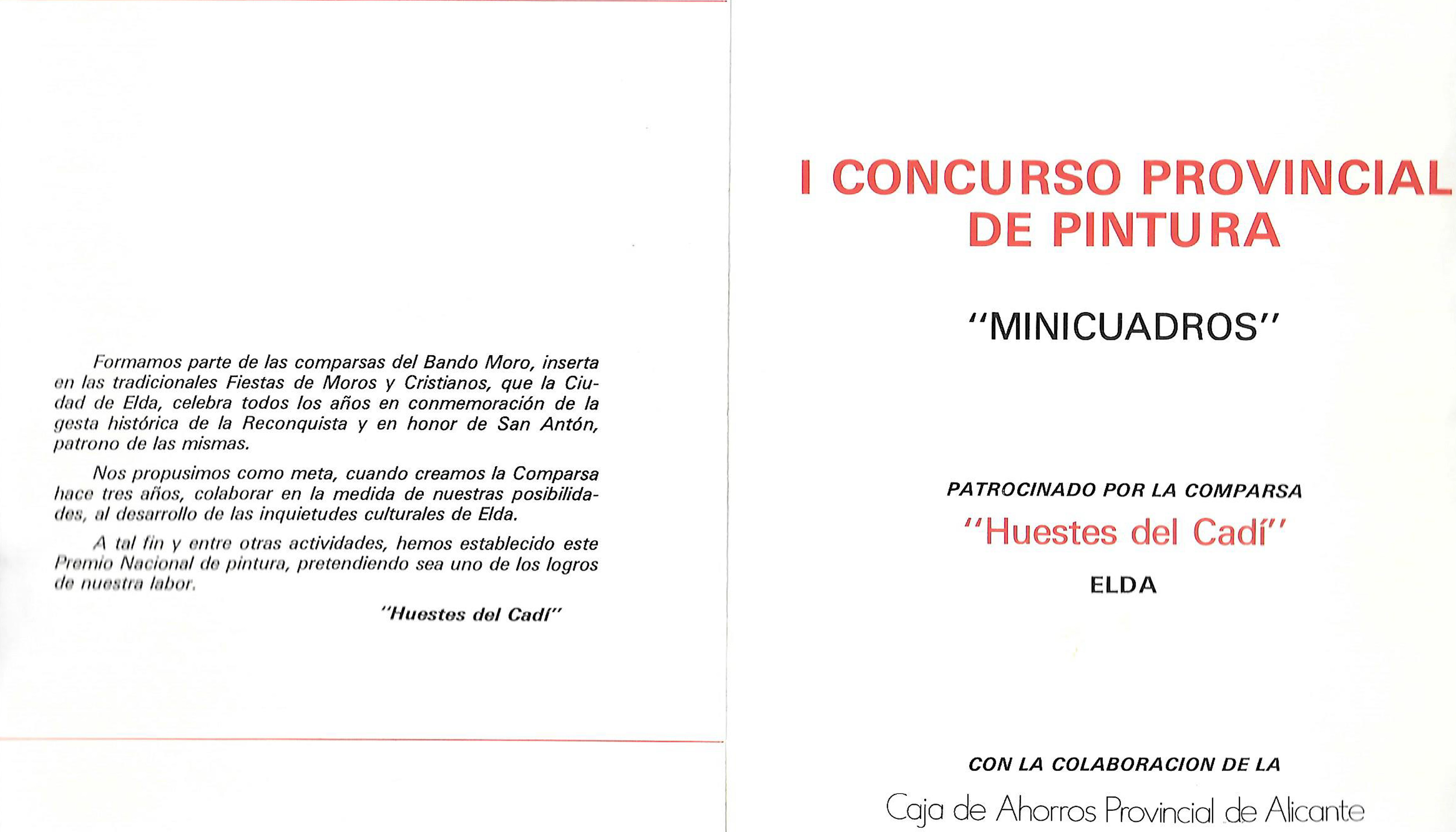
Folleto por el que se hizo público el I Concurso Provincial de Minicuadros

En 1980 se formó el primer jurado para fallar , intervinieron: los artistas: Vicente Climent Mora, pintor, escultor y ceramista de gran popularidad y Antonio González "Antogonza", pintor salmantino de nacimiento y afincado en Alicante , profesor y premio nacional de dibujo y acuarela; en representación de las Huestes, el creador del certamen, José María Amat, que actuaría como secretario, y Jorge Bellod, primer cronista de la comparsa y cofundador de la misma; por la Caja de Ahorros Provincial, Pedro Maestre, director de Zona de la CAPA, que actuaría como presidente y Francisco Marí Menchón, que era el responsable de la Obra Social de la Caja de Ahorros Provincial de Alicante y que era el responsable de la realización de las exposiciones de la CAPA, era en aquellos años el que se encargaría de confeccionar el catálogo a todo color con el que la entidad reproducía las obras seleccionadas. Los trabajos de deliberación del jurado se realizaban, en los primeros años, en el salón de actos de la oficina de la Caja de Ahorros situada en la calle Cervantes de Elda
.

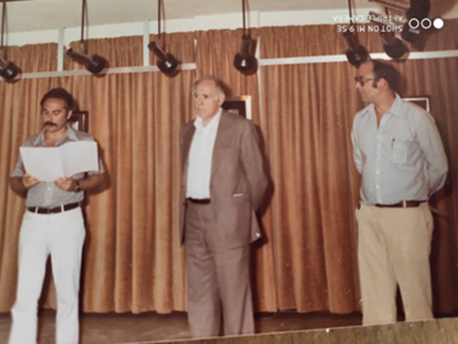
Lectura de las bases de minicuadros de las Huestes del Cadí correspondientes al II Concurso. provincial. de izquierda a derecha: José María Amat, Pedro Maestre y Jorge Bellod.

Al primer concurso, de alcance provincial, se presentaron 103 obras procedentes de la provincia de Alicante y se seleccionaron para la exposición y fallo del jurado 22. El primer premio sería para el ilicitano Fernando Sánchez y el segundo para el petrerense Eduardo Ibáñez "Edu", la exposición se celebró en la sala de exposiciones de la Caja Provincial transcurridas las fiestas de 1980, y fue muy visitada por festeros, además de pintores y demás interesados en las Bellas Artes, con las obras seleccionadas por el jurado se inauguró la primera exposición del Concurso Provincial de Minicuadros.
El VII Concurso, en el año 1986 pasó al ámbito de la Comunidad Valenciana, y en el X Concurso, adquirió definitivamente el rango de internacional, nueve años después de su implantación, llegando a una gran audiencia con un largo periodo de asentamiento y disciplina que lo convertirían en un certamen de los de mayor prestigio, dentro de sus características. 
Los jurados que actuaban en los sucesivos certámenes, lo hicieron con gran seriedad y profesionalidad, también con una enorme exigencia, solamente se seleccionaban una pequeña cantidad de obras para ser expuestas, de ahí que como premio añadido, la Caja de Ahorros Provincial, más tarde CAM, decidiese realizar un catálogo en el que figurasen las obras expuestas. 
En el X Concurso y primero internacional el catálogo recogería las fotografías de las dos obras ganadoras con primero y segundo premios a todo color, y el resto en blanco y negro, sin embargo, a partir del año siguiente, es decir, el XI Certamen, todas las fotografías serían a color con una extraordinaria calidad, en la que figuraría el lema y el nombre de los autores. Ese catálogo recibió múltiples felicitaciones, los artistas que figuraban en él lo consideraban en sí mismo un premio por haber sido seleccionados y figurar en tan exclusivo libreto.

## ElMuseo del Calzadoy el Certamen de Minicuadros
La evolución del Concurso de Minicuadros tuvo diferentes escenarios, los primeros años, al carecer de sede social propia de la comparsa, la selección de cuadros se realizaba en la antigua Sala de Exposiciones de la CAPA en la calle Cervantes de Elda, al ser la entidad que siempre estuvo colaborando en el certamen; allí se recibían las obras y allí se expedían tras la exposición.
En 1999, con la inauguración de la sede oficial en la Plaza de Las Huestes del Cadí, fueron trasladadas al nuevo emplazamiento, las obras que habían sido premiadas y en propiedad de la comparsa.
El 22 de febrero del año 2000, con motivo de la presentación de las bases del XXI Concurso de Minicuadros, el director del Museo del Calzado, Amat Amer, que a su vez era el creador del certamen, se reunió con el presidente de la comparsa, Huestes del Cadí, para ofrecer la colaboración del museo y que las salas de esa prestigiosa y emblemática institución, fuesen el lugar donde pudieran realizarse la recepción, exposición y expedición de las obras de cada certamen, con un marco adecuado que honrase tanto a las Huestes como al Museo, la propuesta fue aprobada por la directiva de las Huestes del Cadí y  por el patronato de la Fundación Museo del Calzado. 
El 5 de mayo del año 2000, se inauguró, por primera vez en el Museo el Calzado, la Exposición de obras de Minicuadros.
Con independencia del prestigio alcanzado por el gran número de obras recibidas que expanden el nombre de la comparsa Huestes del Cadí por el mundo, ligado al nombre de la ciudad que lo acoge y al museo del calzado que colabora, quizá estamos ante un concurso de pintura único, también por su permanencia en el tiempo. Una auténtica riqueza patrimonial para las Huestes en particular y para Elda en general.
Pero el Concurso de Minicuadros nos ha dejado algo más, es el reflejo del trabajo de un gran número de personas generosas y altruistas que han dejado muchas horas de su tiempo para hacer florecer este concurso, para hacerlo crecer y para que el prestigio fuese a más y se mantuviese en el tiempo. Esos sacrificios de comparsistas, muchos de ellos anónimos, son los que han dado éxito al Certamen de Minicuadros. Es de justicia reafirmar el agradecimiento que todos debemos a ese amplio número de festeros socios de las Huestes del Cadi. Cabe destacar a los trabajadores del museo por su entrega, con Teresa Jover y Hermelando Albert, comparsista de las Huestes, ambos asumían como propios los engorrosos trabajos de clasificación y empaquetamiento de las obras para devolverlas a los autores, auxiliados por los miembros de la comparsa que en cada momento actuaban con una dedicación digna de los mayores encomios: Fulgencio Tendero, Pepe Milán, Pepe Blanquer, Reyes Crespo, José Manuel Corredor, entre muchos otros. Los directores del certamen, entre ellos: Boke Bazán, Lola González e Irene Vidal. La decidida actuación de las diferentes juntas directivas con sus presidentes al frente que pusieron el mayor empeño en la continuidad de este certamen. 
El Concurso o Certamen de Minicuadros de las Huestes del Cadí estuvo marcado por normas a seguir para cualquier evento que pretende perpetuarse en el tiempo, en nuestro caso, se trató de potenciar algo singular y marcar la diferencia para producir el impacto necesario y contribuir al mayor auge de ese tipo de obra a menor tamaño. La forma en que se desarrolla y el planteamiento de los espacios o lugares en los que tiene lugar ese certamen, también genera renombre y solvencia en los cientos de participantes que concurren cada año. Pero si hubiese que subrayar una sola de las múltiples características que han conducido al éxito internacional de este certamen, sin duda el factor humano sería la parte destacada por encima de las demás. Comparsistas y simpatizantes, ellos son los auténticos merecedores de los mayores encomios, y los protagonistas del éxito alcanzado en este concurso de pintura único y singular. 
Las obras premiadas con el primer premio y los autores en cada convocatoria, entre los que hay pintores que han sido premios nacionales de pintura, han sido los siguientes:
| Año  | Autor Premiado                              | Título de la obra                           |
| ---- | ------------------------------------------- | ------------------------------------------- |
| 1980 | Francisco Sánchez y Juan                    | Naturaleza muerta                           |
| 1981 | Hans Dieter Zingraff                        | Patinaje sobre hielo                        |
| 1982 | Enric Ruscalleda Roca                       | Trozos                                      |
| 1983 | Concha Barrio López                         | Movimiento                                  |
| 1984 | Patrocinio Navarro Muñoz                    | Pintura                                     |
| 1985 | Eduardo Valverde Pérez                      | Roquedal                                    |
| 1986 | Silvia Castell Moreno                       | Bodegón                                     |
| 1987 | José Esteve Adam                            | Gris I                                      |
| 1988 | José Arnau Belén                            | Bodegón con figura                          |
| 1989 | Emilio Liébanas Luque                       | A flor de la desilusión                     |
| 1990 | Antonio González "Antogonza"                | Destellos del azul                          |
| 1991 | Llosep Lluis González Martínez "Gonza"      | Interior con desnudo                        |
| 1992 | Patrocinio Navarro Muñoz                    | Pintura                                     |
| 1993 | Vicente Manuel Quiles Guijarro              | Diálogo de sordos                           |
| 1994 | Jukia Valdés Guillén                        | Figura en Blanco                            |
| 1995 | Anet Duncan Byng                            | Barrio gótico                               |
| 1996 | Rosa Permanyer Lloveras                     | No em preguntis que vull                    |
| 1997 | Marc Roger Blondeau "Marblo"                | Vestida de satén                            |
| 1998 | Ángel Corral Mateos                         | No se quien...                              |
| 1999 | Victor Moncho Ortuño "Kaiser"               | Blanco presente                             |
| 2000 | Joan Sebastián Granell                      | Luz en la mesita de noche                   |
| 2001 | Biel Bover Reig                             | Banqueta                                    |
| 2002 | Sivia Márquez Lerín "Silvia Lerín"          | Superposición verde 2001                    |
| 2003 | Gabriel Hernández Walta                     | Muñeca                                      |
| 2004 | Aurelio Ayela Escolano                      | Las flores machas (el síndrome XYY)         |
| 2005 | Sonia Navarro Peralta                       | S/T                                         |
| 2006 | Jorge Tarazona Cano                         | Noche de luna llena II                      |
| 2007 | María Ortega Jaén                           | In situ                                     |
| 2008 | María Luisa Pastor Mirambell "Luisa Pastor" | Manómetro                                   |
| 2009 | Javier Palacios Rodríguez                   | S/T                                         |
| 2010 | Sergio Luna Lozano                          | Esquiva                                     |
| 2011 | David Trujillo Ruiz                         | Árbol (Film Loop)                           |
| 2012 | Pablo Pedroche Pastrana                     | Made for fetish in Congo Assambled in China |
| 2013 | Gonzalo Nicuesa Nuin                        | Impermanencia Retwitt Elisa Arteta          |
| 2014 | Alexandra Martorell                         | Autoportrait 1889                           |
| 2015 | Xile Allego Denengüeri                      | Selfie en Venecia                           |
| 2016 | Diego Aznar Remón                           | Autorretrato ausente                        |
| 2017 | Ivonne Ribes Zankl                          | Otoño                                       |
| 2018 | Juan Manuel Fernández Pinedo                | Islandia cadmio                             |
| 2019 | Eduardo Serrano González                    | Vida útil                                   |
| 2020 | No convocado por motivo de pandemia         |                                             |
| 2021 | Exposición 40 años de minicuadros           |                                             |
| 2022 | Sin datos                                   |                                             |
| 2023 | Silvia Lermo Benitez                        | El Despertar                                |
| 2024 | Xavier Monsalvatje Vich                     | Mapa del sueño                              |
| 2025 | Alejandro Torres Martínez                   | Fragmentos de silencio                      |